# عمر الحامدي
عمر خليفة الحامدي، محرر وسياسي ليبي. مثل ليبيا سفيرًا لها في كل من الجزائر والسودان.

## حياته و نشأته
ولد عمر خليفة الحامدي سنة 1942 في الحوامد بغرب ليبيا، كان من أوائل المتعلمين في قبيلته الحوامد التي تسكن على بعد 100كم من الحدود التونسية، وقبيلة الحوامد تمتد في عدة دول مغاربية، كانت واحدة من القبائل التي ثارت مرارا ضد الاستبداد الطوراني العثماني، فأُهملت·· لكنها واصلت الكفاح ضد الإحتلال الإيطالي فزادها إهمالا، لذلك لم تعرف المدرسة الحكومية إلا في خمسينيات القرن العشرين، وكان عمر من أوائل المتعلمين فيها، ثم التحق بطرابلس حيث معهد المعلمين ثم التحق بدراسة القانون، وعمل في الصحافة·
ونال دبلوم معهد المعلمين الخاص، آداب ولغة إنجليزية 1963، ثم ليسانس حقوق 1969 من الجامعة الليبية، بنغازي.

## الوظائف

### الرسمية
شغل عدد من الوظائف :
- وكيل نيابة.
- محامي بإدارة قضايا الدولة.
- مدير عام وزارة العدل 1969 - 1972.
- رئيس تحرير صحيفة الفجر الجديد ومدير العام للمؤسسة العامة للصحافة 1972.[3]
- عضو بالأمانة العامة للاتحاد الاشتراكي العربي 1976.

- أمين اللجنة الشعبية لمكتب الإخوة العربي الليبي بالجزائر(سفير) 1999- 2003.
- أمين اللجنة الشعبية لمكتب الاخوة العربي الليبي بالسودان (سفير) 2003-2007.

### مهام غير رسمية
- عضو بالجبهة العربية المشاركة للثورة الفلسطينية 1974-1976.
- رئيس ندوة فلسطين – طرابلس 1975.
- عضو اللجنة التحضيرية للجبهة الشعبية العربية التقدمية 1976.
- عضو مؤسس بمنظمة الاشتراكية بالبحر المتوسط – برشلونة 1976.
- عضو مؤسس لمؤتمر الشعب العربي، وأمين عام للأمانة الدائمة لمؤتمر الشعب العربي 1977-1997.
- رئيس الأمانة الدولية للتضامن مع الشعب العربي وقضيته المركزية فلسطين –البرتغال 1979.
- أمين عام المجلس القومي للثقافة العربية – المغرب1985.[2]
- أمين عام هيئة أمناء جائزة القدافي لحقوق الإنسان1989
- الامين العام للمجلس القومي للثقافة العربية في ليبيا [4]
- شارك في العديد من المؤتمرات المحلية والعربية والدولية في مجال تخصصه واهتمامه.

## مساهمات فكرية وأدبية
كاتب للعديد من الدراسات والمقالات منها المنشور وغير المنشور، ومن منشوراته:
- في غمار الفاتح العظيم (خمسة اجزاء) 1976.
- نحو تجديد المشروع القومي 1995.
- ليبيا من الثورة إلى سلطة الشعب 2000.
- الديمقراطية المباشرة.2002
- الجماهيرية وتأسيس الاتحاد الإفريقي2003.

بالإضافة للعشرات من المقالات الفكرية والحقوقية والسياسية في عدد من الصحف والدوريات